# Нефт Дашларъ
Нефт Дашларъ̀ (на азербайджански: Neft Daşları; на руски: Нефтяные Камни) е промишлено селище в Азербайджан със статут на селище от градски тип. Попада в Пиралахински район на столичната област на Баку.
Намира се в открито море на 100 km източно от столицата Баку, на 42 km от Апшеронския полуостров на Каспийско море. Това е най-източната точка на Азербайджан.
Селището се разраства от първата нефтена платформа в Азербайджан (и първата нефтена платформа в открито море в света) и включва множество сондажни съоръжения. Сградите му са изградени върху метални естакади.

## История
Първото мащабно геоложко проучване в района се провежда през 1945 – 1948 г. Селището е построено, след като е открит петрол на 7 ноември 1949 г., на 1100 метра под Каспийско море.
До 1951 г. Нефт Дашларъ вече е готов за производство и е снабден с всичката нужна инфраструктурата за времето. Издигнати са сонди, инсталирани са петролни резервоари и са построени докове със заграждения. Първият петрол от селището е натоварен в танкер през същата година.
През 1952 г. започва систематичното строене на рамкови мостове, свързващи изкуствените острови. Няколко съветски завода строят кранове специално за Нефт Дашларъ, както и баржа, можеща да превозва до 100 тона нефт. През 1958 г. започва мащабно строителство, включващо 9-етажни хостели, хотели, културни заведения, хлебопекарни и цехове за безалкохолни напитки. Масовото развиване на селището продължава до 1976 – 1978 г. с построяването на 5-етажно общежитие, две компресорни станции, съоръжение за питейна вода и два тръбопровода до терминал в Дюбенди, всеки с диаметър 350 mm. Създаден е и надлез за моторни превозни средства. В резултат на тези усилия, районът на заселване достига до около 7 хектара през 1960-те години, а дължината на мостовете, свързващи изкуствените острови, надхвърля 200 km.
През последните 60 години нефтеното поле на Нефт Дашларъ е произвело над 170 милиона тона нефт и 15 милиарда m³ природен газ. В днешно време нефтените платформи са занемарени и няма планове за възстановяването им. На 4 декември 2015 г. трима работници на SOCAR изчезват, след като жилището им се срутва в морето по време на силна буря.

## Население
Населението на Нефт Дашларъ има колебания. Към 2008 г. на платформите живеят общо около 2000 мъже и жени, които работят на едноседмични смени там. В определени моменти населението на селището може да достигне 5000 души. Трудът в Нефт Дашларъ е по-високо платен от този на материка. Освен работници в петролната промишленост, в селището работят строители, геолози и други. Транспортът до сушата се осигурява от фериботи и вертолети.

## Галерия
- Изглед от Нефт Дашларъ
- Футболно игрище
- Докове в селището
- Петролните сонди на Нефт Дашларъ
- Пощенска марка от Нефт Дашларъ, 1971 г.